# Super SWIV
Super SWIV (Firepower 2000 i USA) är ett shoot 'em up-spel som släpptes till SNES 1992. Det släpptes 1994 till SMD som Mega SWIV.

## Handling
En prototyp av ett amerikanskt jetflygplan med kärnvapen har skjutits ner under ett rutinuppdrag. Förövarna har spårats till en vulkanisk ö i centrala Atlanten. Flygplanet skall återhämtas. Man väljer mellan att styra en helikopter eller en jeep.

### Fotnoter
1. ↑  ”Probotector” (på svenska). Nintendomagasinet (Kungsbacka: Atlantic) (5 1992):  sid. 10 (Power Player). maj 1992. Läst 21 april 2014.